# Anyuiit
Anyuiit (russisch Анюйит) ist ein sehr selten vorkommendes Mineral aus der Mineralklasse der „Elemente (einschließlich natürliche Legierungen, intermetallische Verbindungen, Carbide, Nitride, Phosphide und Silicide)“ mit der idealisierten chemischen Zusammensetzung AuPb2 und ist damit chemisch gesehen eine natürliche Legierung aus Gold und Blei im Stoffmengenverhältnis von 1 : 2. Da bei natürlichen Anyuiiten das Blei teilweise durch Antimon ersetzt (substituiert) sein kann, wird die Formel in verschiedenen Quellen auch mit Au(Pb,Sb)2 angegeben.
Anyuiit kristallisiert nicht wie die reinen Metalle Gold und Blei im kubischen, sondern im tetragonalen Kristallsystem. Dieses Phänomen ist auch unter der Bezeichnung Intermetallische Verbindung bekannt. In der Natur konnte Anyuiit bisher nur in Form abgerundeter, länglicher bis abgeflachter, polymetallischer Körner von 1 bis 4 mm Größe gefunden werden, worin er in komplexen Verwachsungen mit gediegen Blei auftritt. Innerhalb dieser Verwachsungen bildet Anyuiit typischerweise plättchenförmige Aggregate im Bereich von 1 bis 50 μm Durchmesser und 100 bis 900 μm Länge sowie prismatische Kristalle von 50 × 100 μm bis zu 0,9 mm Länge von silbergrauer Farbe.
Frische Proben des Minerals sind von silbergrauer Farbe und zeigen einen deutlich metallischen Glanz. Innerhalb von ein bis zwei Tagen nimmt es allerdings durch oberflächliche Oxidation eine bleigraue Farbe an und wird matt.

## Etymologie und Geschichte
Erstmals entdeckt wurde Anyuiit in einer Seifen-Lagerstätte am Großen Anjui im Nordosten von Sibirien in der russischen Region Ferner Osten. Analysiert und beschrieben wurde das Mineral von L. W. Rasin und G. A. Sidorenko (russisch Л. В. Разин, Г. А. Сидоренко), die es nach dessen Typlokalität benannten.
Die Mineralbeschreibung und der gewählte Name wurden 1987 bei der International Mineralogical Association (interne Eingangsnummer der IMA: 1987-053) zur Prüfung eingereicht, die den Anyuiit als eigenständige Mineralart anerkannte. Die Publikation der Neuentdeckung folgte 1989 in der russischen Fachzeitschrift Mineralogitscheski Schurnal (russisch Минералогический Журнал) und wurde 1991 bei der Bekanntgabe der Neuen Mineralnamen durch John Leslie Jambor und Edward S. Grew im American Mineralogist nochmals bestätigt. Die seit 2021 ebenfalls von der IMA/CNMNC anerkannte Kurzbezeichnung (auch Mineral-Symbol) von MineralName lautet „Any“.
Das Typmaterial des Minerals wird im Mineralogischen Museum, benannt nach A. J. Fersman (englisch A.E. Fersman Mineralogical Museum; FMM) der Russischen Akademie der Wissenschaften in Moskau aufbewahrt. Statt einer Katalognummer ist allerdings nur die Bemerkung a polished section containing anyuiite dokumentiert.

## Klassifikation
Da der Anyuiit erst 1987 als eigenständiges Mineral anerkannt wurde, ist er in der letztmalig 1977 überarbeiteten 8. Auflage der Mineralsystematik nach Strunz noch nicht verzeichnet.
In der zuletzt 2018 überarbeiteten Lapis-Systematik nach Stefan Weiß, die formal auf der alten Systematik von Karl Hugo Strunz in der 8. Auflage basiert, erhielt das Mineral die System- und Mineralnummer I/A.01-070. Dies entspricht der Klasse der „Elemente“ und dort der Abteilung „Metalle und intermetallische Verbindungen“, wo Anyuiit zusammen mit Auricuprid, Bogdanovit, Cuproaurid (Q), Gold, Hunchunit, Kupfer, Novodneprit, Silber, Tetra-Auricuprid und Yuanjiangit eine unbenannte Gruppe mit der Systemnummer I/A.01 bildet.
Die von der IMA zuletzt 2009 aktualisierte 9. Auflage der Strunz’schen Mineralsystematik ordnet den Anyuiit ebenfalls in die Abteilung der „Metalle und intermetallische Verbindungen“ ein. Diese ist allerdings weiter unterteilt nach den in der Verbindung vorherrschenden Metallen, die entsprechend ihrer verwandten Eigenschaften in Metallfamilien eingeteilt wurden. Novodneprit ist hier entsprechend seiner Zusammensetzung in der Unterabteilung „Kupfer-Cupalit-Familie“ zu finden, wo er nur noch zusammen mit Khatyrkit und Novodneprit die unbenannte Gruppe 1.AA.15 bildet.
In der vorwiegend im englischen Sprachraum gebräuchlichen Systematik der Minerale nach Dana hat MineralName die System- und Mineralnummer 01.01.04.01. Dies entspricht ebenfalls der Klasse und gleichnamigen der Abteilung „Elemente“, wo das Mineral zusammen mit Hunchunit und Novodneprit die Gruppe „Anyuiit und verwandte Legierungen“ mit der Systemnummer 01.01.04 innerhalb der Unterabteilung „Elemente: Metallische Elemente außer der Platingruppe“ zu finden ist.

## Chemismus
Anhand von drei Körnern wurde mithilfe der Elektronenstrahlmikroanalyse folgende chemische Zusammensetzungen ermittelt:
- Gold (Au):   32,6 / 34,3 / 36,7 Gew.-%
- Blei (Pb):   64,8 / 59,0 / 52,9 Gew.-%
- Antimon (Sb): 0,3 /  5,8 / 10,2 Gew.-%

Silber (Ag) konnte nur bei einer Probe mit einem Anteil von 0,35 Gew.-% nachgewiesen werden.
Die ermittelten Werte entsprechen den empirischen Zusammensetzungen (Au1.051Ag0.022)Σ1.073(Pb1.985Sb0.015)Σ2.000 beziehungsweise Au1.049(Pb1.713Sb0.287)Σ2.000 oder Au1.101(Pb1.507Sb0.493)Z2.000. Die idealisierte Formel wurde entsprechend zu AuPb2 vereinfacht.

## Kristallstruktur
Anyuiit kristallisiert in der tetragonalen Raumgruppe I4/mcm (Raumgruppen-Nr. 140) mit den Gitterparametern a = 7,39 Å und c = 5,61 Å, sowie vier Formeleinheiten pro Elementarzelle.

## Bildung und Fundorte
Anyuiit bildet sich in kleinen, hercynischen, ultrabasischen Gabbroiden. Als Begleitminerale können neben gediegen Gold und Blei unter anderem weitere Element-Minerale wie Platin, Osmium und dessen Varietät Iridosmin, Rutheniridosmin und Hunchunit; Sulfide wie Pyrit, Chalkopyrit und iridium- bzw. osmiumhaltiger Laurit, Oxide wie Chromit (Chromspinell), Hämatit, Ilmenit, titanhaltiger Magnetit und Pyrrhotin sowie das Phosphatmineral Apatit auftreten.
Anyuiit gehört zu den sehr seltenen Mineralbildungen, das weltweit nur in wenigen Proben von rund 10 Fundorten dokumentiert ist (Stand 2025). Außer an seiner Typlokalität am Großen Anjui im Fernen Osten trat das Mineral in Russland noch an einer Platin-Gold-Seife in dem zum Aldanhochland gehörenden Inagli-Massiv und in einer Diamant-Mine bei Mirny in der Republik Sacha (Jakutien) in Ostsibirien sowie in der Seifenlagerstätte Verkhneivinsk am Fluss Neiwa nahe Syssert in der zum Ural gehörenden Oblast Swerdlowsk zutage.
Des Weiteren kennt man Anyuiit noch aus den Bergwerken Sandaogou bei Huadian und Jinjing bei Hunchun in der chinesischen Provinz Jilin, aus einem Peridotit-Ausbiss bei Etang de Lherz im französischen Département Ariège, aus einer polymetallischen Gold-Arsen-Lagerstätte bei Novodneprovsk auf dem Gebiet Aqmola in Kasachstan sowie aus den Kupferschiefern bei Lubin in der polnischen Woiwodschaft Niederschlesien.